# Club Sportif Constantinois
El Club Sportif Constantinois (àrab: نادي شباب قسنطينة, Nādī Xabāb Qusanṭīna, ‘Club del Jovent de Constantina’) és un club de futbol algerià de la ciutat de Constantina.

## Història
El club té els seus orígens en les entitats Ikbal Emancipation (1898 - 1909) i Etoile Club Musulman Constantinois (1916 - 1918). El 26 de juny de 1926 es fundà l'actual Chabab Sportif Constantinois, que també s'ha anomenat Chabab Mécanique Constantinois, Chabab Sinaa Cirta i Nadi Riadhi Kassentini per l'arabització de les sigles. Vesteix de color verd i negre.

## Palmarès
- Lliga algeriana de futbol:[5]
  - 1996-97, 2017-18

- Lliga de Segona divisió: 
  - 1969-70, 1976-77, 1985-86, 1993-94, 2003-04, 2010-11

- Copa algeriana de futbol:[6]
  - 1992, 2012

## Jugadors destacats
Jugadors amb més de 100 partits al club o internacionals amb la selecció.
- Mohamed Amroune
- Fayçal Badji
- Yacine Bezzaz
- Hocine Fenier
- Mounir Zeghdoud